# Потёмкин, Сергей Павлович

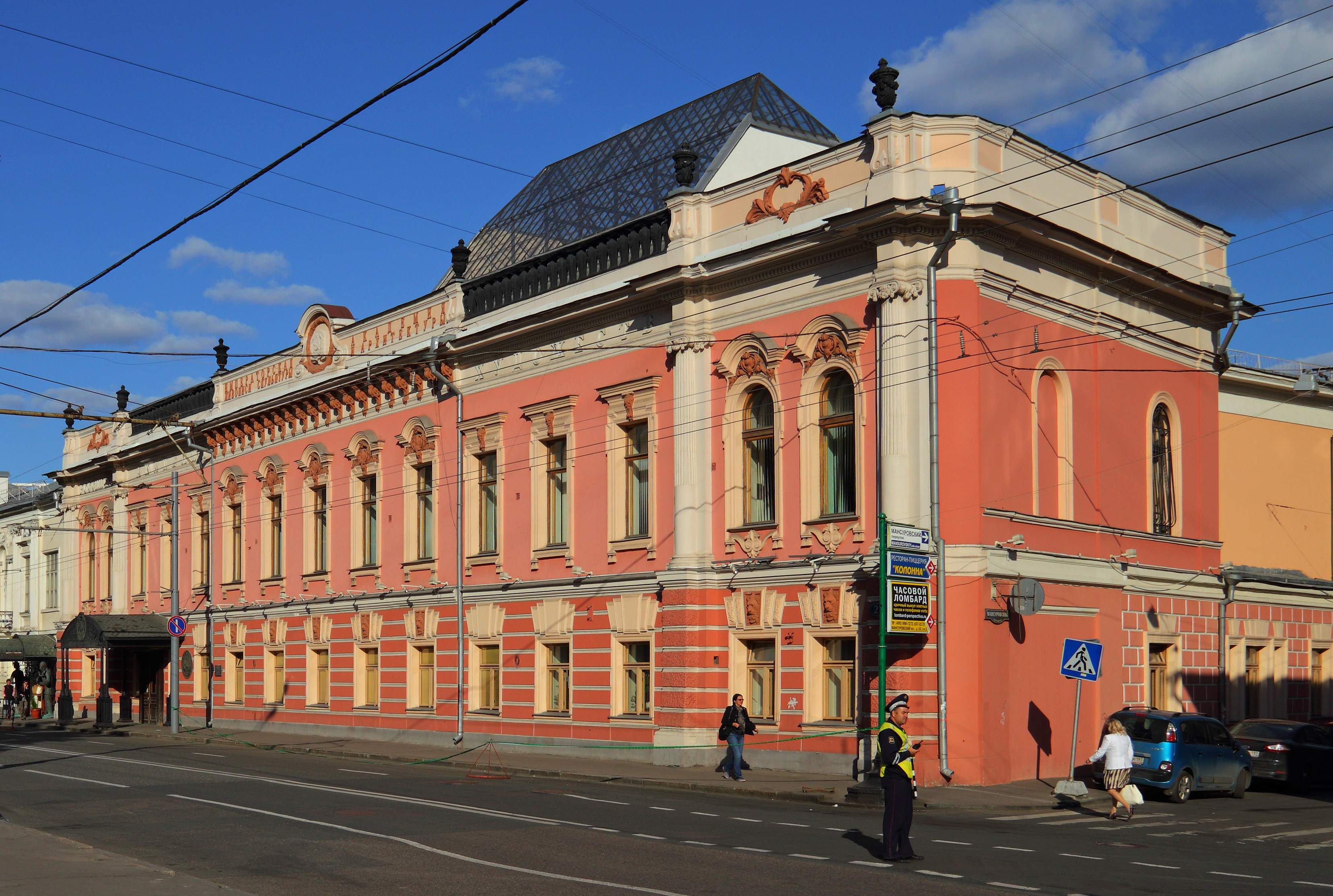
Особняк графа Потёмкина на Пречистенке, перестроенный А. С. Каминским под Морозовскую галерею (ныне здание Академии художеств)

Граф Сергей Павлович Потёмкин (25 декабря 1787 [5 января 1788]—25 февраля [9 марта] 1858, Санкт-Петербург) — московский барин пушкинского времени, ценитель искусств, литератор-дилетант. Последний представитель графского рода Потёмкиных.

## Биография
Внучатый племянник и крестник князя Таврического, Сергей Потёмкин родился в с. Глушково Рыльского уезда Курской губернии. Второй сын графа Павла Сергеевича Потёмкина от брака его с Прасковьей Андреевной Закревской. С самого рождения был записан подполковником артиллерии, но Павел I приказал его, вместе с другими малолетними, исключить из службы; со вступлением же на престол Александра I он был зачислен 29 марта 1801 года в Преображенский полк прапорщиком.

Вместе с братом обучался в пансионе аббата Николя, отличался большими способностями, но учился плохо. По желанию своей матери, Потемкин пробыл в пансионе до 18 лет, после чего начал действительную службу в Преображенском полку. Участвовал в войнах 1805—1809 годов, дослужился до чина поручика и 23 ноября 1809 года вышел в отставку. Хорошо знавший его С. П. Жихарев писал о нём в своём дневнике за этот год:
Он любит театр, занимается литературой и волочится за Вальберховой… Это наидобрейший и прелюбезнейший человек в свете, готовый на всякую услугу и на всякое доброе дело… Он такой хлебосол и такой мастер на угощение, что едва ли кто может в этом отношении сравниться с ним в Питере.
С молодости Потёмкин не отличался примерным поведением и славился безудержной расточительностью. «У нас такие есть варвары, что, получая до двух рублей в день за работу крестьянина, дают ему на пищу только 15 копеек в день. Меня уверяли, что Потёмкина имение в Курске за такого рода поступки отбирается от него в опеку», — свидетельствовал в 1821 году современник(хотя свидетельство это в большей степени раскрывает факт безудержной скаредности, нежели безудержного мотовства). Страсть к мотовству не оставляла графа до самой смерти. К 1840 году он имел 5 млн руб. частных долгов и казённых недоимок, в результате чего управление всеми его имениями, в том числе Глушковской суконной фабрикой, перешло в комиссию по попечительству.
Долгое время Потёмкин жил в Москве — на Пречистенке, в собственном доме (№ 21/12), частью в своей курской деревне Глушково, где по его проекту была перестроена кирпичная Троицкая церковь и выстроена пятиярусная, отдельно стоящая колокольня (1822). Кроме того, в его владении были сёла Глушец, Дьяковка, деревни Вегеровка и Дорошевка в Путивльском уезде Курской губернии (ныне Путивльский район Сумской области Украины).

С 1841 года поселился в Петербурге, где и умер в 1858 году.

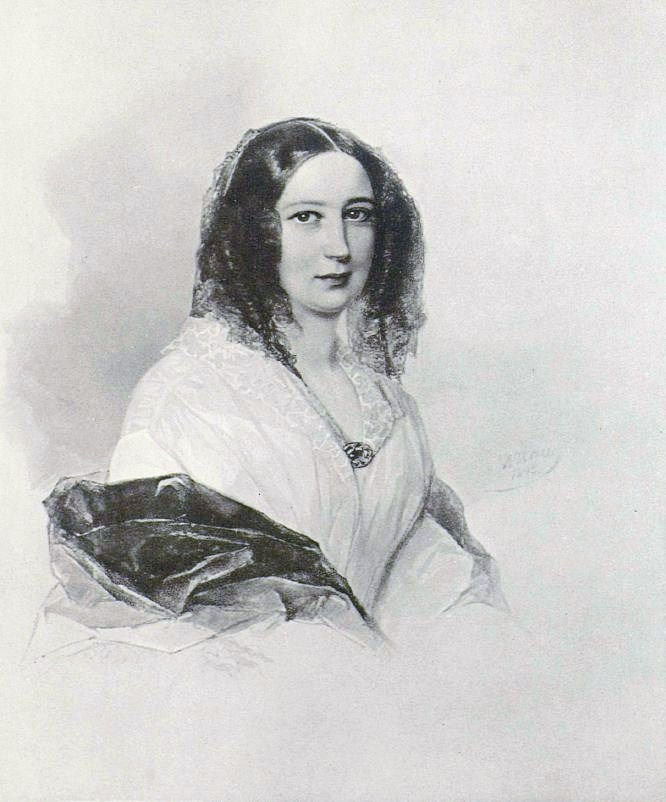
Елизавета Потёмкина, жена

Граф Потёмкин не оставил потомства в браке с княжной Елизаветой Петровной Трубецкой (1796—после 1870), сестрой декабриста С. П. Трубецкого, с которой расстался в 1841 году. Во втором браке (с 1859 года) графиня Потёмкина была за сенатором И. И. Подчасским, от которого ещё до разрыва с мужем, в 1836 году, родила незаконного сына Льва.

## Ценитель искусств
В 1808 году вместе со своим другом А. В. Кочубеем Потёмкин составил по поэме И. Ф. Богдановича оперу «Душенька», которая была тогда же издана.
В 1811 году, по сообщению словаря А. А. Половцова, он стал членом «Беседы любителей русского слова» и в «Чтениях», издававшихся обществом напечатал несколько своих произведений (стихотворения и «Размышления при гробнице ген.-фельдмаршала кн. Кутузова-Смоленского». — СПб., 1813). Словарь Брокгауза и Ефрона указывает, что он был членом «Общества любителей российской словесности». В качестве старшины московского Английского клуба познакомился с А. С. Пушкиным.
Потёмкин современниками считался одним из наиболее компетентных ценителей драматического искусства, поэзии, музыки и архитектуры; «под его главным и непосредственным руководством был сооружён иконостас Чудова монастыря»; в его гостиной собирались многие театральные знаменитости, которые прислушивались к советам Потёмкина. В 1853 году им была написана для бенефиса Самойловой пьеса «Последняя песнь лебедя».